# Robert Patrick Maginnis
Robert Patrick Maginnis (* 22. Dezember 1933 in Philadelphia, Pennsylvania; † 14. September 2022 in Darby, Pennsylvania) war ein US-amerikanischer Geistlicher und römisch-katholischer Weihbischof in Philadelphia. 

## Leben
Der Erzbischof von Philadelphia, John Joseph Krol, weihte ihn am 13. Juli 1958 zum Priester.
Papst Johannes Paul II. ernannte ihn am 24. Januar 1996 zum Titularbischof von Siminina und Weihbischof in Philadelphia. Der Erzbischof von Philadelphia, Anthony Joseph Kardinal Bevilacqua, spendete ihm am 11. März desselben Jahres die Bischofsweihe; Mitkonsekratoren waren Francis Schulte, Erzbischof von New Orleans, und Edward Peter Cullen, Weihbischof in Philadelphia.
Am 8. Juni 2010 nahm Papst Benedikt XVI. seinen altersbedingten Rücktritt an. Robert Maginnis starb am 14. September 2022 im Alter von 88 Jahren in Darby (Pennsylvania).